# چرخش از نیروی برآر

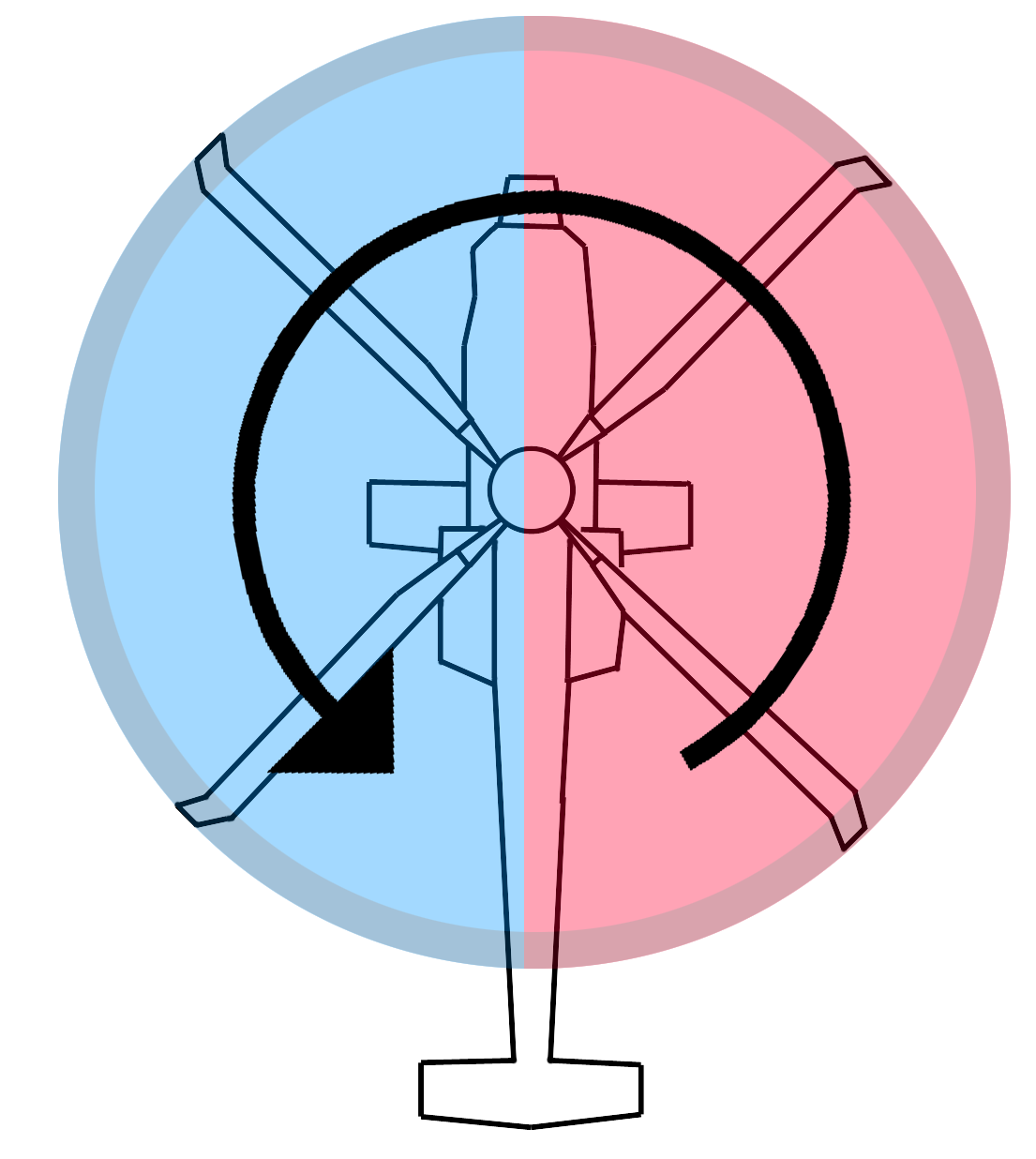
در هواگردهای گردنده‌بال آیرودینامیک به چرخش یا نا متعادل شدگی ایجاد شده به جهت تفاوت تندی حرکت پروانه (بالگرد) و ایجاد تفاوت نیروی برا در دو سوی بالگرد می‌شود را (به انگلیسی: Dissymmetry of lift) می‌گویند.

چرخش از نیروی برار(به انگلیسی: Dissymmetry of lift) در هواگردهای گردنده‌بال آیرودینامیک به چرخش یا نا متعادل شدگی ایجاد شده به جهت تفاوت تندی حرکت پروانه (بالگرد) و ایجاد تفاوت نیروی برا در دو سوی بالگرد می‌شود را (به انگلیسی: Dissymmetry of lift) می‌گویند.
وقتی پروانه در جهت حرکت بالگرد حرکت کند به آن (به انگلیسی: advancing blade) و در ۱۸۰ درجه که خلاف جهت است (به انگلیسی: retreating blade) گویند. حال وقت بالگرد دارای سرعت رو به جلو باشد سرعت حرکت رو به جلو با سرعت (یا تندی) حرکت پروانه در جهت جمع و از سرعت پروانه چرخان در خلاف جهت تفریق می‌گردد. این اختلاف سرعت اختلاف نیروی برا ایجاد کرده که سبب افزایش نیروی حاصله از سمت در جهت موافق (یا با سرعت بیشتر) می‌شود. برای پاسخ به این ایراد دانشمندان به دگرگونی لحظه به لحظه زاویه حمله پروانه‌ها (کم کردن زاویه پروانه موافق و زیاد کردن مخالف) در هر دور ۳۶۰ درجه می‌پردازند.